# Ratjalia plova
Ratjalia plova är en insektsart som beskrevs av Irena Dworakowska 1981. Ratjalia plova ingår i släktet Ratjalia och familjen dvärgstritar. Inga underarter finns listade i Catalogue of Life.